# Koninkrijk Arelat
Het koninkrijk Arelat of het koninkrijk Bourgondië was een onafhankelijk, maar zwak koninkrijk in het zuidoosten van het huidige Frankrijk. 
Het ontstond in 933 door de toevoeging van Neder-Bourgondië aan Opper-Bourgondië. De macht in het koninkrijk lag voornamelijk bij de lokale heersers (graven). In 1033 eindigde de onafhankelijkheid van het koninkrijk. Het titulaire koningschap (zonder echte macht) ging toen over op de Rooms-Duitse keizer.

## Naam
Het koninkrijk Arelat of Arelatische koninkrijk (Latijn: Regnum Arelatis) is vernoemd naar de hoofdstad Arles (Latijn: Arelate), maar staat ook wel bekend als het koninkrijk Arles (Frans: Royaume d'Arles), het Tweede/Derde/Vierde koninkrijk Bourgondië (afhankelijk van de telling) of het koninkrijk der Twee Bourgondiën (Frans: Royaume des Deux Bourgognes).

## Geschiedenis

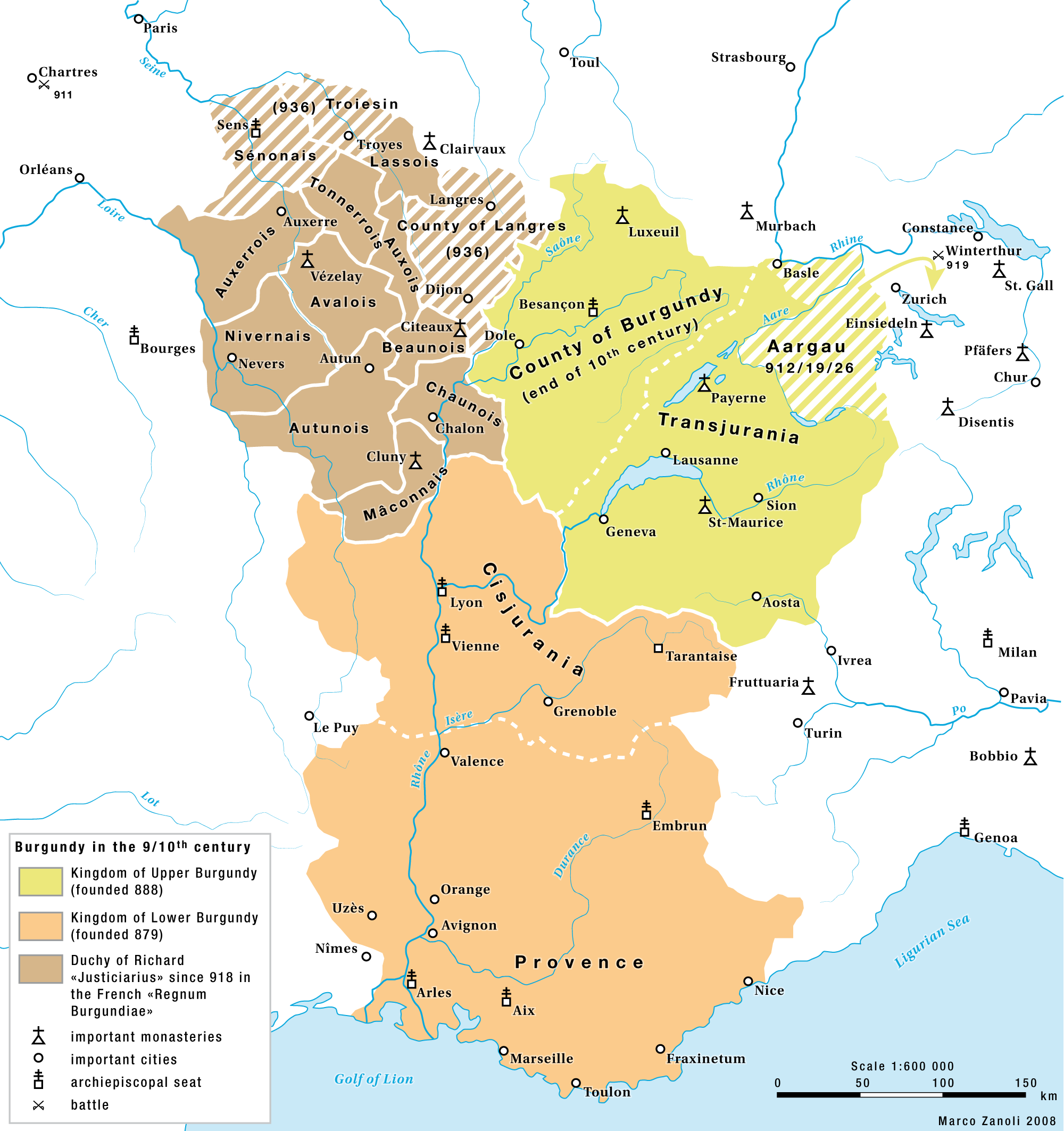
Situatie vóór het ontstaan van het koninkrijk Arelat (omstreeks 900)

### Ontstaan (933)

Opper-Bourgondië en het hertogdom Zwaben in de tiende eeuw

Het koninkrijk Arelat ontstond in 933 door de samenvoeging van Opper-Bourgondië (het latere vrijgraafschap Bourgondië en Transjuranië) en Neder-Bourgondië (het latere graafschap Provence en Cisjuranië). Het werd geregeerd door Rudolf II, Koenraad de Vredelievende en Rudolf de Luie uit het geslacht der Welfen, totdat hun tak in 1032 uitstierf.

### Onderdelen van het koninkrijk
Op het grondgebied van het koninkrijk bestonden en ontstonden verschillende semi-onafhankelijke graafschappen:
- graafschap Vienne (844-)
- graafschap Provence (933-)
- graafschap Bourgondië (982-)
- graafschap Savoye (1003-)
- graafschap Forcalquier (1054-)
- markgraafschap Provence (1125-)

### Deel van het Heilige Roomse Rijk (1033-1378)
Na een korte successieoorlog viel Arelat toe aan keizer Koenraad II van het Heilige Roomse Rijk en ging het titulaire Bourgondisch koningschap over op de keizer van het Heilige Roomse Rijk. Het koninkrijk Bourgondië was van 1033 tot 1378 een deelrijk van het Heilige Roomse Rijk, naast het koninkrijk Duitsland en het koninkrijk Italië.
Het zuidelijke deel van het koninkrijk, het graafschap Provence, begon zich door het zwakke koninklijke gezag steeds zelfstandiger te gedragen onder de zijtak van Aragon (1112-1245) en twee takken van Anjou (1245-1382, 1382-1481). Sinds 1264 was het koningschap van Arelat verbonden aan de Franse kroon.
In 1313 werd het graafschap Savoye (een groot deel van het koninkrijk Arelat) onafhankelijk. De rest van het koninkrijk Arelat bleef in naam nog een tijdje bestaan. In 1349 werd het graafschap Dauphiné en alle afhankelijkheden door Humbert II verkocht aan de Franse kroon: Frans troonopvolger Karel V werd de nieuwe "dauphin". Deze dauphin bleef echter nog steeds een leenman van zijn leenheer, de Rooms-Duitse keizer (koning van Arelat). Zo huldigde Karel V, de Rooms-Duitse keizer op kerstdag 1356 als zijn leenheer.
Keizer Karel IV benoemde in 1365 de "groene hertog" Amadeus VI van Savoye tot rijksvoogd van Arelat. Een jaar later werd het koningschap van Arelat gegeven aan Lodewijk I van Anjou. Deze probeerde in 1371 zijn gezag te laten gelden in Dauphiné, maar dit was zonder succes. Lodewijk I van Anjou zou in 1382 wel het graafschap Provence bemachtigen. Provence bleef tot 1481 in handen van het huis Anjou.
De landen van het koninkrijk Arelat die niet tot het graafschap Savoye behoorden, werden in 1378 definitief afgestaan door keizer Karel IV aan de nieuwe dauphin van Frankrijk, Karel VI (toen tien jaar oud). Op 7 januari 1378 werd Karel VI benoemd tot rijksvicaris van het koninkrijk Bourgondië. Hierdoor werd Dauphiné onafhankelijk (onder de Franse kroon). De laatste graaf van Provence, Karel V van Anjou, liet zijn graafschap bij zijn dood in 1481 na aan de Franse koning, Lodewijk XI van Frankrijk, waardoor ook dit deel van het voormalige koninkrijk een Franse provincie werd.